# Маче (Преддвор)
Маче (словен. Mače) — поселення в общині Преддвор, Горенський регіон, Словенія. Висота над рівнем моря: 551,2 м.